# Oxydia zonulata
Oxydia zonulata là một loài bướm đêm trong họ Geometridae.